# Риман, Бернхард
Гео́рг Фри́дрих Бе́рнхард Ри́ман (иногда Бернгард, нем. Georg Friedrich Bernhard Riemann; 17 сентября 1826 года, Брезеленц, Ганновер — 20 июля 1866 года, Селаска, Италия, близ Лаго-Маджоре) — немецкий математик, механик и физик.
Член Берлинской (с 1859 года), Парижской академии наук и Лондонского королевского общества (с 1860 года). За свою короткую жизнь (всего десять лет трудов) он преобразовал сразу несколько разделов математики, в том числе математический анализ, комплексный анализ, дифференциальную геометрию, математическую физику и арифметику, внёс вклад в создание топологии. «Мы склонны видеть в Римане, может быть, величайшего математика середины XIX века, непосредственного преемника Гаусса», — отмечал академик П. С. Александров.

## Биография
Риман был старшим сыном бедного пастора, вторым из шести его детей. Смог начать посещать школу лишь в 14 лет (1840). Мать Римана, Шарлотта Эбелль, умерла от туберкулёза, когда он ещё учился в школе; от этой же болезни умерли две его сестры и, впоследствии, умрёт он сам. Риман всю жизнь был очень привязан к своей семье.
Наклонности к математике проявлялись у молодого Римана ещё в детстве, но, уступая желанию отца, в 1846 году он поступил в Гёттингенский университет для изучения филологии, философии и богословия. Однако, увлечённый лекциями Гаусса, юноша принял окончательное решение стать математиком.
В 1847 году Риман перешёл в Берлинский университет, где преподавали Дирихле, Якоби и Штейнер. В 1849 году он вернулся в Гёттинген, где познакомился с Вильгельмом Вебером, который стал его учителем и близким другом; годом позже приобрёл ещё одного друга — Рихарда Дедекинда.
В 1851 году Риман защитил диссертацию «Основания теории функций комплексной переменной», его научным руководителем был Гаусс, высоко ценивший талант своего ученика. В диссертации впервые было введено понятие, позже получившее известность как риманова поверхность. В 1854—1866 годах Риман работал в Гёттингенском университете.

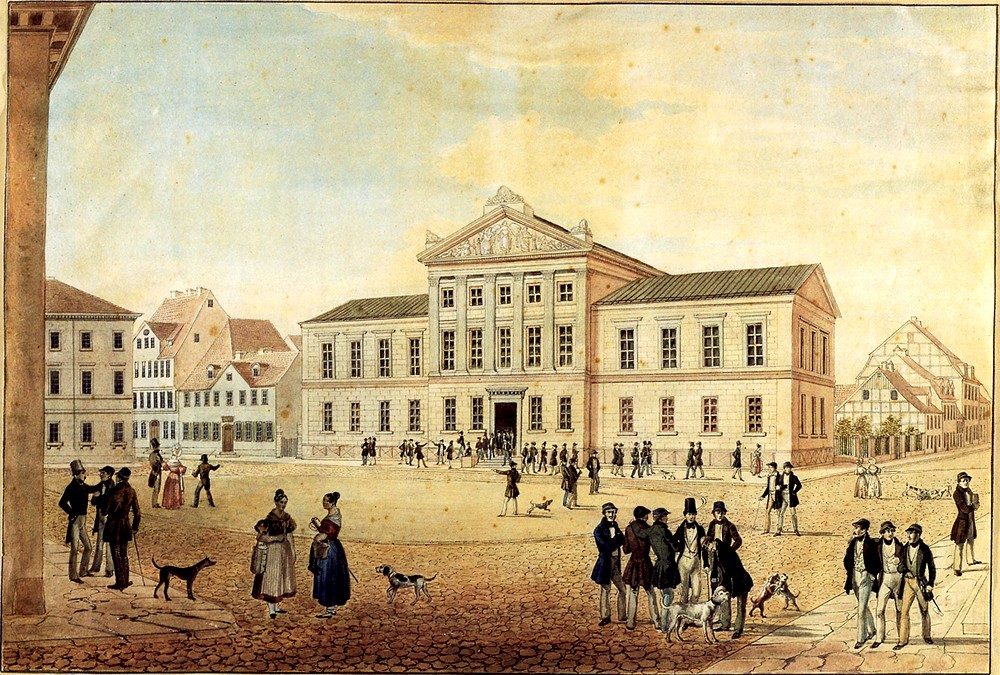
Гёттингенский университет в 1837 г.

Чтобы претендовать на должность экстраординарного профессора, Риман по уставу должен был выступить перед профессорским составом. Осенью 1853 года Риман прочитал в присутствии Гаусса исторический доклад «О гипотезах, лежащих в основании геометрии», с которого ведёт своё начало риманова геометрия. Доклад, впрочем, не помог — Римана не утвердили. Однако текст выступления был опубликован (хотя и с большим опозданием — в 1868 году), и это стало эпохальным событием для геометрии. Всё же Риман был принят приват-доцентом Гёттингенского университета, где читает курс абелевых функций.
В 1857 году Риман опубликовал классические труды по теории абелевых функций и аналитической теории дифференциальных уравнений и был переведён на должность экстраординарного профессора Гёттингенского университета.
С 1859 года, после смерти Дирихле, Риман — ординарный профессор математики Гёттингенского университета, читает заодно лекции по математической физике (изданы посмертно его учениками). Вместе с Дедекиндом он совершил поездку в Берлинский университет, где общался с Вейерштрассом, Куммером, Кронекером. После чтения там знаменитой работы «О числе простых чисел, не превышающих заданной величины» Риман по рекомендации Вейерштрасса избран членом Берлинской академии наук (1859). Эта работа исследовала распределение простых чисел и свойства ζ-функции (функции Римана). В следующем 1860 году Риман был избран членом Парижской академии наук и Лондонского королевского общества.

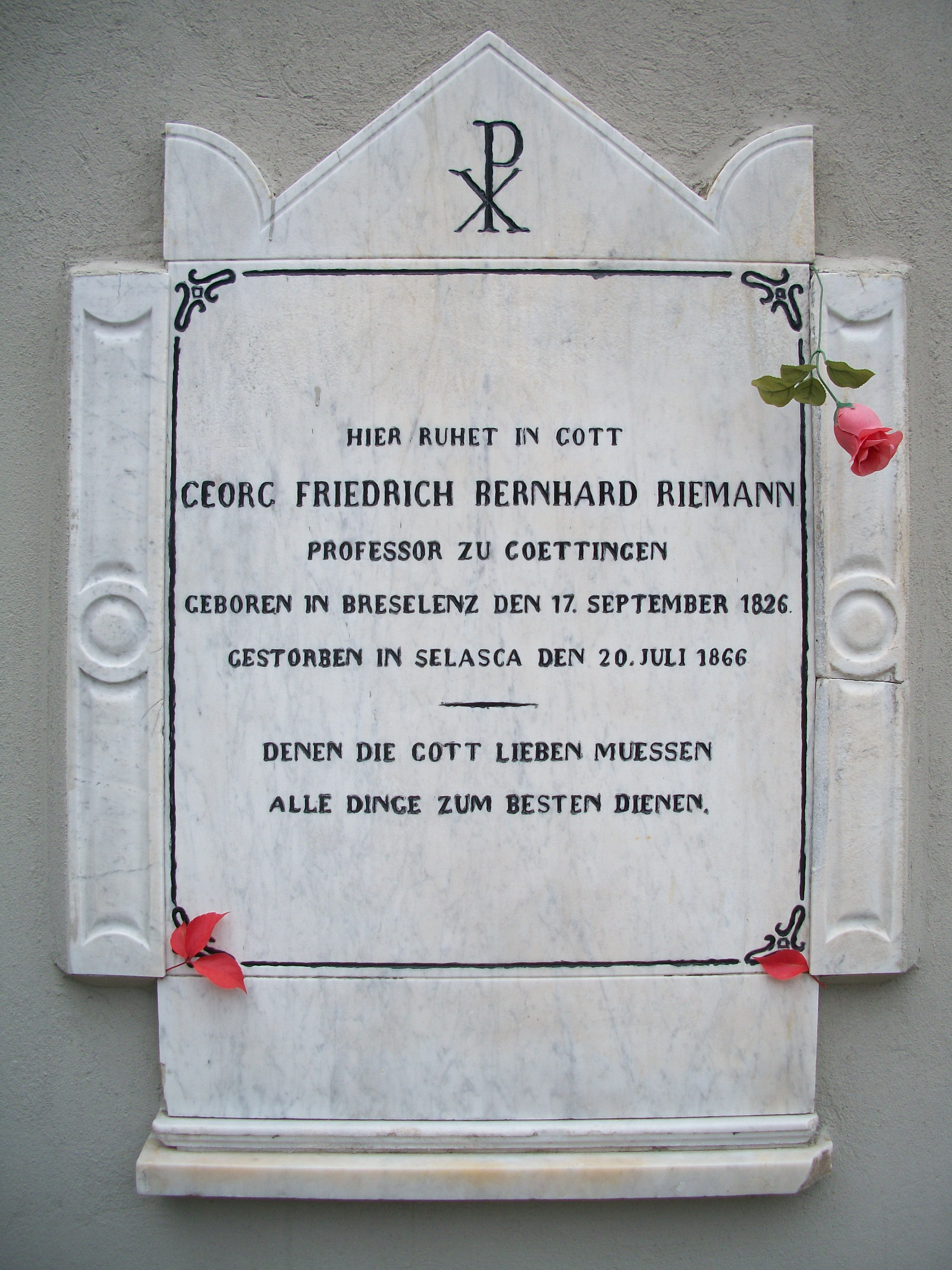
Надгробная плита Римана (кладбище Биганцоло, Италия).

В 1862 году Риман женился на Эльзе Кох, подруге покойной сестры. У них родилась дочь Ида. Вскоре после женитьбы Риман простудился и серьёзно заболел. Надеясь укрепить здоровье, Риман с женой в декабре 1862 года уехали в Италию (вначале на год с возвратом в Гёттинген, затем ещё на два года). В 1866 году Риман скончался в Италии от туберкулёза в возрасте неполных 40 лет.
Посмертный сборник трудов Римана, подготовленный Дедекиндом, содержал всего один том. Могила Римана в Италии была заброшена и позже уничтожена при перепланировке кладбища, но надгробная плита уцелела и в наши дни установлена у стены кладбища.

## Научная деятельность
Исследования Римана относятся к теории функций комплексного переменного, геометрии, математической и теоретической физике, теории дифференциальных уравнений, теории чисел.

### Работы по математике
В знаменитом докладе «О гипотезах, лежащих в основании геометрии» (нем. Über die Hypothesen, welche der Geometrie zu Grunde liegen) Риман определил общее понятие n-мерного многообразия и его метрики в виде произвольной положительно определённой квадратичной формы, называемой сейчас римановой метрикой. Далее Риман обобщил гауссову теорию поверхностей на многомерный случай; при этом был впервые введён тензор кривизны и другие фундаментальные понятия римановой геометрии. Существование метрики, по Риману, объясняется либо дискретностью пространства, либо некими физическими силами связи — здесь он предвосхитил общую теорию относительности. Альберт Эйнштейн писал: «Риман первый распространил цепь рассуждений Гаусса на континуумы произвольного числа измерений, он пророчески предвидел физическое значение этого обобщения евклидовой геометрии».
Риман также высказал предположение, что геометрия в микромире может отличаться от трёхмерной евклидовой:

Эмпирические понятия, на которых основывается установление пространственных метрических отношений, — понятия твёрдого тела и светового луча, по-видимому, теряют всякую определённость в бесконечно малом. Поэтому вполне мыслимо, что метрические отношения пространства в бесконечно малом не отвечают геометрическим допущениям; мы действительно должны были бы принять это положение, если бы с его помощью более просто были объяснены наблюдаемые явления.

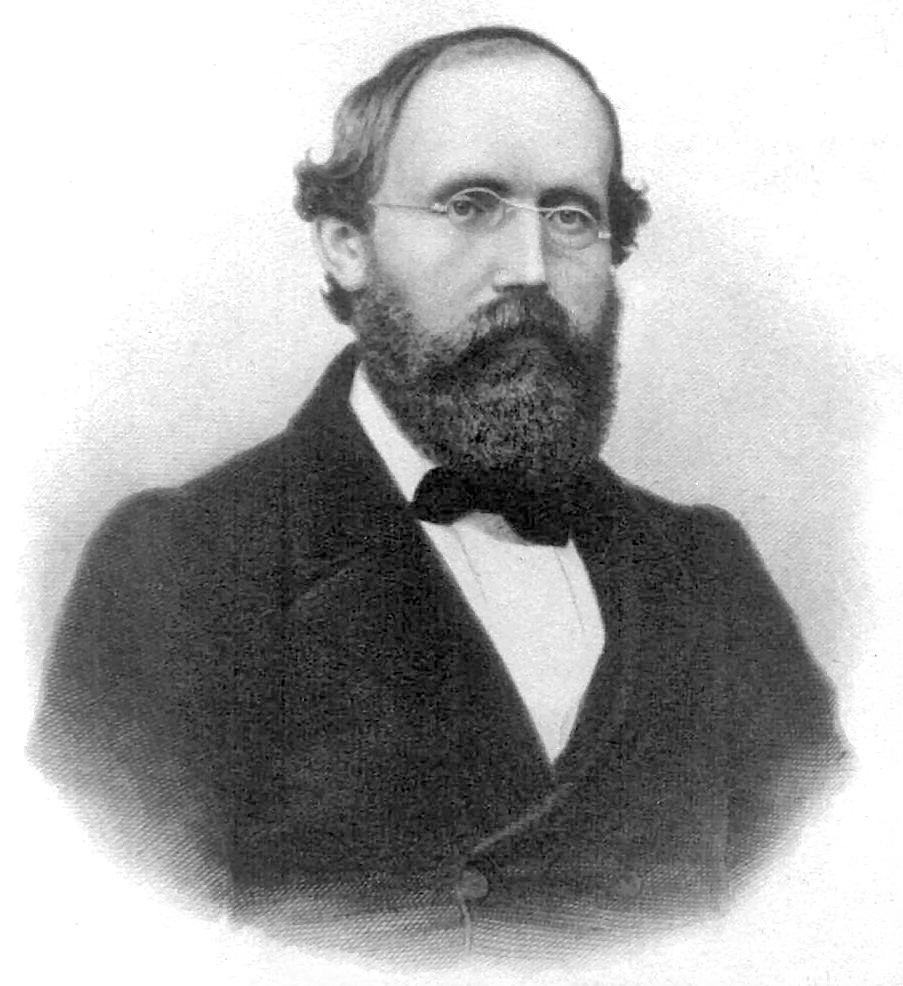
Бернхард Риман (1863)

В другом месте этой же работы Риман указал, что допущения евклидовой геометрии должны быть проверены также и «в сторону неизмеримо большого», то есть в космологических масштабах. Глубокие мысли, содержащиеся в выступлении Римана, ещё долго стимулировали развитие науки.

Риманова поверхность (комплексный логарифм)

Риман является создателем геометрического направления теории аналитических функций. Он разработал теорию конформных отображений и общую теорию многозначных комплексных функций, построив для них носящие его имя римановы поверхности, на которых эти функции однозначны. Он использовал не только аналитические, но и топологические методы; позднее его труды продолжил Анри Пуанкаре, завершив создание топологии.
Труд Римана «Теория абелевых функций» был важным шагом в бурном развитии этого раздела анализа в XIX веке. Риман ввёл понятие рода абелевой функции, классифицировал их по этому параметру и вывел топологическое соотношение между родом, числом листов и числом точек ветвления функции.
Вслед за Коши Риман рассмотрел формализацию понятия интеграла и ввёл своё определение — интеграл Римана, ставший стандартом в классическом анализе. Развил общую теорию тригонометрических рядов, не сводящихся к рядам Фурье.
В аналитической теории чисел большой резонанс имело исследование Риманом распределения простых чисел. Он дал интегральное представление дзета-функции Римана, исследовал её полюса и нули, выдвинул гипотезу Римана. Вывел приближённую формулу для оценки количества простых чисел через интегральный логарифм.

### Работы по механике
Исследования Римана в области механики относятся к изучению динамики течений сжимаемой жидкости (газа) — в частности, сверхзвуковых. Наряду с К. Доплером, Э. Махом, У. Дж. Ранкином и П.-А. Гюгонио Риман стал одним из основоположников классической газовой динамики.
Риманом был предложен метод аналитического решения нелинейного уравнения, описывающего одномерное движение сжимаемой жидкости; позже геометрическая разработка данного метода привела к созданию метода характеристик (сам Риман термина «характеристика» и соответствующих геометрических образов не использовал). Фактически им был создан общий метод для расчёта течений газов в предположении, что данные течения зависят только от двух независимых переменных.
В 1860 году Риман нашёл точное общее решение нелинейных уравнений одномерного течения сжимаемого газа (при условии его баротропности); оно представляет собой бегущую плоскую волну конечной амплитуды (простую волну), профиль которой — в отличие от случая волн малой амплитуды — меняет со временем свою форму.
Исследуя задачу о распространении малых возмущений при одномерном движении баротропной жидкости, Риман предложил выполнить в уравнениях движения замену зависимых переменных: перейти от переменных {\displaystyle p} и {\displaystyle v} (давление и скорость) к новым переменным
{\displaystyle J_{1}=v+\int {\frac {\mathrm {d} p}{\rho c}},}
{\displaystyle J_{2}=v-\int {\frac {\mathrm {d} p}{\rho c}}}
(получивших название инвариантов Римана), в которых уравнения движения принимают особенно простой вид (здесь {\displaystyle \rho } — плотность жидкости, {\displaystyle c} — скорость звука).
Именно Риману механика обязана понятием об ударных волнах. Явление образования ударных волн в потоке сжимаемого газа впервые было обнаружено не экспериментально, а теоретически — в ходе проводившегося Риманом изучения решений уравнений движения газа (среди которых, как выяснилось, имеются решения с подвижными поверхностями сильного разрыва).
Риман сделал и первую попытку получить условия на поверхности разрыва (то есть соотношения, связывающие скачки физических величин при переходе через данную поверхность). Однако в этом он не преуспел (поскольку фактически исходил из законов сохранения массы, импульса и энтропии, а следовало исходить из законов сохранения массы, импульса и энергии); правильные соотношения в случае одномерного движения газа были получены Ранкином (1870) и Гюгонио (1887).

## Список терминов, связанных с именем Римана
- Геометрия Римана
- Гипотеза Римана
- Дзета-функция Римана
- Инварианты Римана
- Интеграл Римана
- Кратный интеграл Римана
- Производная Римана
- Риманова геометрия
- Риманова поверхность
- Сфера Римана
- Тензор кривизны Римана
- Теорема Римана об отображении
- Теорема Римана об условно сходящихся рядах
- Теорема Римана об устранимой особой точке
- Условия Коши — Римана

## Память
В 1964 году Международный астрономический союз присвоил имя Римана кратеру на видимой стороне Луны. В честь Бернхарда Римана 19 октября 1994 года названа малая планета (4167) Riemann, открытая 2 октября 1978 года Л. В. Журавлёвой в Крымской астрофизической обсерватории.

## Труды на русском языке
- Риман Б. Сочинения. М.-Л.: ОГИЗ. Государственное издательство технико-теоретической литературы, 1948.
  - ЧАСТЬ I. Работы Римана по анализу, теории функций и теории чисел (47).
    - I. Основы общей теории функций одной комплексной переменной (49).
    - II. Теория абелевых функций (88).
    - III. Об обращении в нуль 0-функций (139).
    - IV. О сходимости бесконечных 0-рядов p-й кратности (151).
    - V. Доказательство теоремы о том, что однозначная функция n переменных не может иметь более 2n периодов (155).
    - VI. Новые результаты из теории функций, представимых гауссовым рядом F(a, b, y, x) (159).
    - VII. Две теоремы общего характера, касающиеся линейных дифференциальных уравнений с алгебраическими коэффициентами (176).
    - VIII. О разложении отношения двух гипергеометрических рядов в бесконечную непрерывную дробь (187).
    - IX. Об интегралах линейного дифференциального уравнения второго порядка в окрестности точки ветвления (194).
    - X. Из лекций по гипергеометрическому ряду (196).
    - XI. О числе простых чисел, не превышающих данной величины (216).
    - XII. О возможности представления функции посредством тригонометрического ряда (225).
    - XIII. Опыт обобщения действия интегрирования и дифференцирования (262).

  - ЧАСТЬ II. Работы Римана по геометрии, механике и математической физике (277).
    - XIV. О гипотезах, лежащих в основании геометрии (279).
    - XV. Фрагменты, относящиеся к Analysis situs (294).
    - XVI. О поверхности, имеющей при заданной границе наименьшую площадь (297).
    - XVII. Примеры поверхностей наименьшей площади при заданной границе (330).
    - XVIII. О движении жидкого однородного эллипсоида (339).
    - XIX. О потенциале тора (367).
    - XX. Извлечение из письма профессору Энрико Бетти (378).
    - XXI. О распространении плоских волн конечной амплитуды (376).
    - XXII. Распространение тепла в эллипсоиде (396).
    - XXIII. Математическое сочинение, в котором содержится попытка дать ответ на вопрос, предложенный знаменитейшей Парижской Академией, и т. д. (399).
    - XXIV. Равновесие электричества на круговых цилиндрах с параллельными осями. Конформное отображение фигур, ограниченных кругами (414).
    - XXV. К теории цветных колец Нобили (418).
    - XXVI. О законах распределения статического электричества в материальных телах и т. д. (425).
    - XXVII. Новая теория остаточного заряда в аппаратах, служащих для накопления электричества (431).
    - XXVIII. По поводу электродинамики (443).
    - XXIX. О механизме уха (449).
    - XXX. Фрагменты философского содержания (461).

## Документальные фильмы
В фильме «BBC. Музыка простых чисел» рассказывается о гипотезе Римана.